# Jüdischer Friedhof Hemsbach

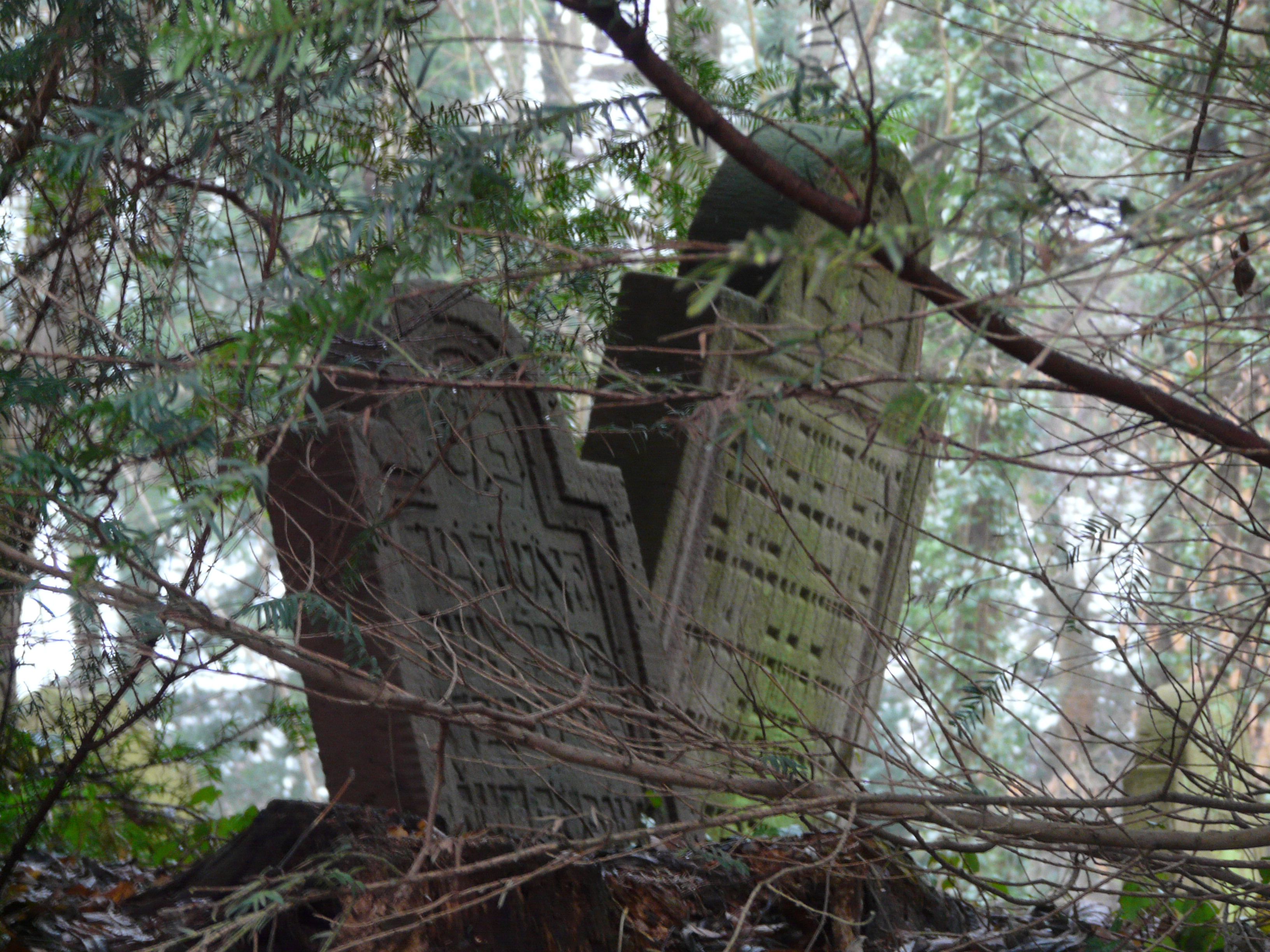
Grabsteine am Rande des Friedhofs

Jüdischer Friedhof Hemsbach (Februar 2010)

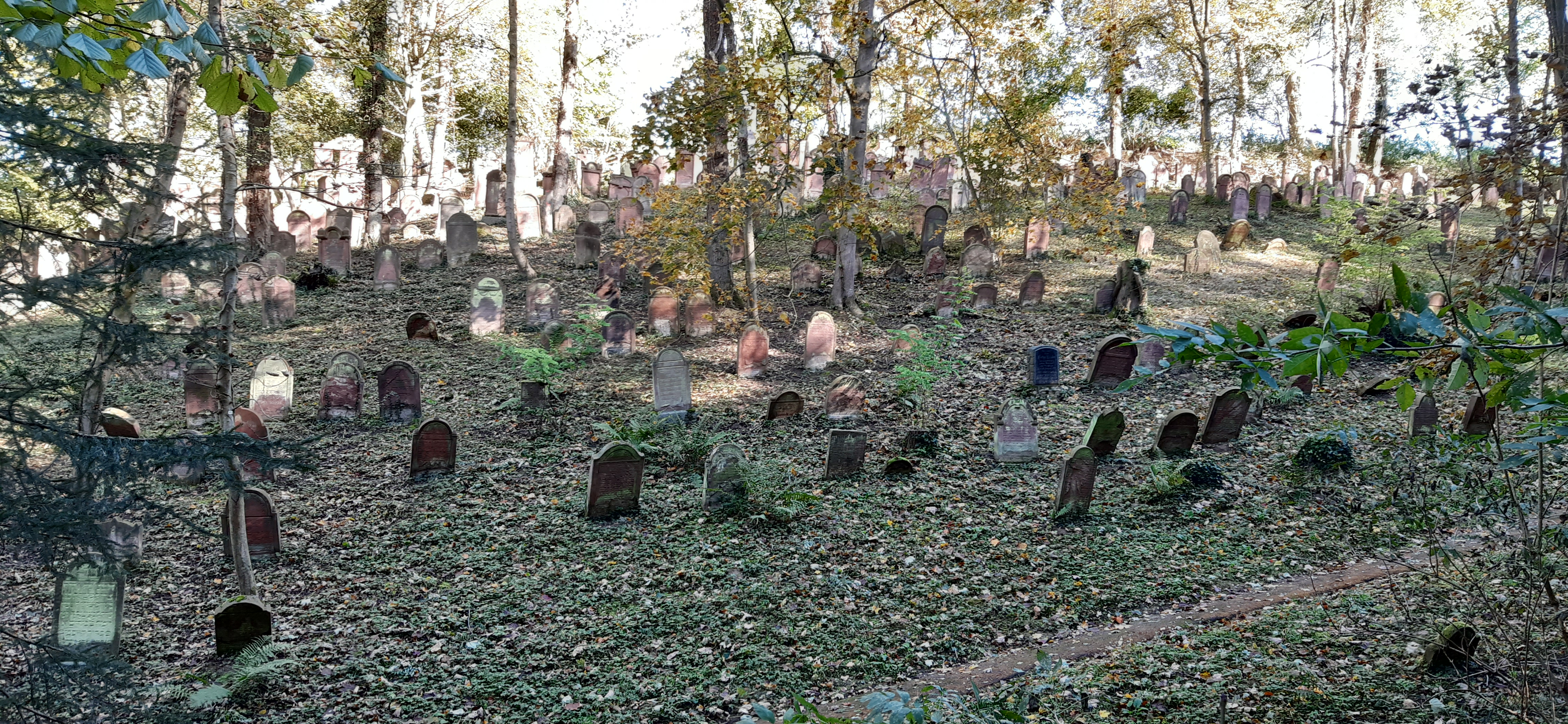
Jüdischer Friedhof Hemsbach (Oktober 2021)

Der Jüdische Friedhof Hemsbach ist ein jüdischer Friedhof in Hemsbach, einer Stadt im Rhein-Neckar-Kreis im nördlichen Baden-Württemberg. Der Friedhof ist ein schützenswertes Kulturdenkmal. 

## Lage
Der jüdische Friedhof liegt in Hang- und Bachlage zwischen Mühlweg und Oberer Mühlweg im Gewann Teufelsloch, hat eine Fläche von 142,61 a und an beiden Straßen einen Eingang. Ein weiterer Eingang befindet sich am östlichen Ende zum Naturschutzgebiet Schafhof-Teufelsloch Richtung Waldnerturm. Der Friedhof ist nicht frei zu besichtigen, nur im Rahmen von Führungen, Gottesdiensten oder Veranstaltungen. Ein Wanderweg südlich des Waldfriedhofes erlaubt einen Überblick über die Anlage.

## Geschichte
Der jüdische Friedhof Hemsbach wurde 1674 als Verbandsfriedhof errichtet und 1678 erstmals erwähnt. Für 1716 ist ein Begräbnisverein (Chewra Kadischa) überliefert, der sich aus folgenden jüdischen Gemeinden zusammensetzte: Dossenheim, Feudenheim, Großsachsen, Hemsbach, Ilvesheim, Ladenburg, Lampertheim, Laudenbach, Leutershausen, Lützelsachsen, Schriesheim, Viernheim und Weinheim. Für 1775 ist ein Vertrag der Mitglieder der 
Chewra Kadischa (Beerdigungsbruderschaft) der zum Hemsbacher Friedhof gehörenden Verbandsgemeinden bekannt, den Vertreter aus Ladenburg, Hemsbach, Großsachsen, Schriesheim, Weinheim, Leutershausen, Ilvesheim und Lampertheim unterzeichneten.
Im Jahr 1993 erfolgte eine Dokumentation aller noch vorhandenen Grabsteine. Heute sind noch 1.066 Grabsteine (Mazevot) vorhanden. Der älteste lesbare Grabstein ist von 1682, die letzte Bestattung fand 1940 statt. Nach der Deportation der letzten jüdischen Mitbürger der Region wurde der Friedhof 1942 geschlossen.
Nach Stürmen 2019 und 2020 wurden durch umfallende Bäume mehrere Gräber und Grabsteine beschädigt, die Verkehrssicherheit war stark beeinträchtigt. Deswegen mussten über 100 Bäume aus dem Bereich des Friedhofes entfernt werden, teilweise mit Sicherung und/oder Abtransport durch einen Hubschrauber. Die Sanierung wurde durch die Stadt Hemsbach und 122 Einzelspenden finanziert. Eine Weinheimer Bürgerin beteiligte sich dabei mit einer Spende von einem Ein-Kilogramm-Goldbarren, der 46 Tausend Euro in die Sanierung einbrachte. Damit ist der Friedhof gesichert und kann für jüdische Mitbürger und Nachkommen weiter als Erinnerungsort genutzt werden.